# Novo Selo (Kičevo)
Pour les articles homonymes, voir Novo Selo.
Novo Selo (en macédonien Ново Село ; en albanais Novo Sella) est un village de l'ouest de la Macédoine du Nord, situé dans la municipalité de Kitchevo. Le village comptait 143 habitants en 2002. Il est majoritairement albanais.

## Démographie
Lors du recensement de 2002, le village comptait :
- Albanais : 141
- Macédoniens : 2